# Alchemilla dura
Alchemilla dura är en rosväxtart som beskrevs av Robert Buser. Alchemilla dura ingår i släktet daggkåpor, och familjen rosväxter. Inga underarter finns listade i Catalogue of Life.